# 個人再生
個人再生（こじんさいせい）とは、日本国の倒産処理制度の一つであり、民事再生法13章の規定に従って個人（自然人）債務者の返済負担の圧縮と返済計画の立案とを支援する手続をいう。その目的は、個人債務者とその債権者との間の民事上の権利関係を適切に調整し、もって当該債務者の経済生活の再生を図ることにある（同法1条）。
個人再生には小規模個人再生と給与所得者等再生との2種類があるが、同法の規定ぶりからいっても実際の申立て件数（司法統計によれば、平成17(2005)年度は小規模個人再生が21,000件弱、給与所得者等再生が6,000件弱）からいっても、小規模個人再生が原則的形態であり、給与所得者等再生は小規模個人再生の派生型といってよい。

## 小規模個人再生
詳細は小規模個人再生を参照

### 小規模個人再生の意義
小規模個人再生（しょうきぼこじんさいせい）とは、将来において継続的に又は反復して収入を得る見込みがあり、かつ、再生債権（債務者が抱える債務のうち、公租公課を除いたものと考えれば大過ない。）の総額が5000万円を超えない個人である債務者が行う、民事再生法13章1節に規定する特則の適用を受ける民事再生手続をいう（同法221条1項）。

### 小規模個人再生の手続
小規模個人再生は、以下の手順で進行する。なお再生計画認可の前提として一定金額の積み立てが要求される場合がある。
1. 裁判所が小規模個人再生手続を開始して再生債務者の弁済を差し止める。（民事再生法85条1項；再生債務者に「返済したいが裁判所が禁止した。」という弁解を認めるわけである。）
2. 再生債務者が、再生債権の20％（最低100万円。1500万円超3000万円以下の場合は300万円。3000万円超5000万円以下の場合は再生債権の10％。）を3年間（特別の事情があるときは5年）で分割弁済し、その余の再生債権については免除を受ける（同法229条2項2号、231条2項3号、4号）ことを内容とする再生計画案を作成する。ただし、弁済額は、破産した場合に想定される清算価値を上回っている必要がある。
3. 再生債権者による決議（同法230条）を経て、裁判所が再生計画を認可する。（同法231条1項）
4. 再生債務者が再生計画に従って再生債権の弁済をする、

申立費用は郵便費込みで5万円程度であるが、弁護士が申立代理人である場合（司法書士が手続全体に一貫して関与することを上申した場合を含める取扱いの場合は15万円の予納。但し大抵は申立人に返還される。大阪地裁では、2009年（平成21年）より弁護士・司法書士の申立てに関わらず、予納は不要の扱いとなった）を除いて、個人再生委員（同法223条）を選任する事例が多く、その場合には、再生委員への報酬として30万円(大阪地裁、東京地裁での2008年（平成20年）現在、各地裁判所で違うので裁判所に問い合せる)の予納をあわせて求められる。

### 小規模個人再生の利害得失
小規模個人再生は、破産とは異なり、下記に挙げる理由で債務者の自尊心への精神的被害が小さいことといった利点がある。
1. 住宅資金貸付債権に関する特則（民事再生法10章）の適用があること。（つまり、住宅ローンが残っている自宅を競売にかけられなくて済む。）
2. 再生計画を全部又は相当程度完遂すればかなり確実に債務免除又は免責が得られる（同法232条1項、235条）こと。
3. 再生債権の一部なりとも弁済をすること。

逆に、小規模個人再生は、個人の倒産処理手続の中では手続が比較的複雑である上、債務者が手続進行を誤ると強制的に破産に移行することが多く（同法191条、202条2項2号、3号、231条2項、250条1項）、法的知識に乏しい債務者が独力で申し立てることは破産以上に困難である。また、前述のとおり、費用も比較的高額である。

## 給与所得者等再生
詳細は給与所得者等再生を参照
給与所得者等再生（きゅうよしょとくしゃとうさいせい）とは、小規模個人再生を申し立てることができる者のうち、給与又はこれに類する定期的な収入を得る見込みが大きく、かつ、その変動の幅が小さいと見込まれるものが行う、民事再生法13章2節の適用を受ける民事再生手続をいう（同法239条1項）。
給与所得者等再生は、以下に挙げる事柄を除くという条件で、基本的に小規模個人再生と同様の手順で進行する（同法244条参照）。また、その利害得失も同様である。
1. 再生計画案による弁済額の最低限が若干引き上げられる場合があること（同法241条2項7号）
2. 再生債権者による再生計画案の決議は不要であり、再生債権者は意見を述べることができるに止まること（同法240条）

## 清算価値保証の原則
小規模個人再生、給与所得者等再生とも、再生手続においては、債務者が破産した場合に債権者が受けることができる予想配当額（清算価値）を試算し、これを下回らない額を弁済する必要があるという原則。債務者に資産が無い場合は機能しない。
小規模再生は①「清算価値」②債務総額の5分の1（最低100万円）　で多い方の額を弁済する。
給与所得者再生は①「清算価値」②債務総額の5分の1（最低100万円）③「可処分所得」2年分　で最も多い額を弁済する。